# Ángel Yesid Camargo
Ángel Yesid Camargo Ochoa (Paipa, 22 mei 1967) is een Colombiaans voormalig wielrenner. Bij de amateurs was hij nationaal kampioen op de weg.

## Belangrijkste overwinningen
1988
- Colombiaans kampioen op de weg, Amateurs

1991
- Eindklassement Ronde van Táchira

1992
- 2e etappe Grand Prix du Midi Libre
- 4e etappe Ronde van Colombia

1994
- 10e etappe Ronde van Spanje

## Resultaten in voornaamste wedstrijden
| Jaar | Ronde van Italië | Ronde van Frankrijk | Ronde van Spanje |
| ---- | ---------------- | ------------------- | ---------------- |
| 1993 |                  |                     | opgave           |
| 1994 |                  | 55e                 | 40e (1)          |
| 1995 | 78e              | opgave              |                  |
| 1996 | opgave           |                     |                  |

| Jaar | Milaan-San Remo |
| ---- | --------------- |
| 1993 |                 |
| 1994 | 114e            |
| 1995 |                 |
| 1996 |                 |